# Cuffy
Cuffy – miejscowość i gmina we Francji, w Regionie Centralnym, w departamencie Cher.
Według danych na rok 1990 gminę zamieszkiwało 968 osób, a gęstość zaludnienia wynosiła 28 osób/km² (wśród 1842 gmin Regionu Centralnego Cuffy plasuje się na 411. miejscu pod względem liczby ludności, natomiast pod względem powierzchni na miejscu 249.).